# Osnovna šola Bojana Ilicha
Osnovna šola Bojana Ilicha je ena najstarejših mariborskih osnovnih šol. Deluje na Mladinski ulici 13. Imenuje se po narodnem heroju Bojanu Ilichu.

## Zgodovina
Stavba na Mladinski ul.13 je bila zgrajena leta 1907 kot učiteljišče. Prvi ravnatelj je bil Henrik Schreiner, ki so ga imenovali vzgojitelj slovenskih učiteljev. Njegov kip stoji med Pravno fakulteto in sedanjo osnovno šolo Bojana Ilicha.

### Kronološki pregled poimenovanja šole
- Od leta 1907 do 1919 je bila šola tako imenovana Lehrbildungsanstalt z vadnico.
- Od leta 1919 do 1932 je šola nosila ime Državno moško učiteljišče z vadnico.
- Od 1932 do 1941 je bila Državna učiteljska šola in vadnica.
- Od 1941 do 1945 se je imenovala Mädchenhauptschule I. Tako so jo poimenovali Nemci.
- Od 1945 do 1947 se je imenovala I. nižja ženska gimnazija.
- Leta 1947 se je preimenovala v III. gimnazijo. Imela je 8 oddelkov nižje gimnazije, a brez zaključnih četrtih razredov.
- Od 1951 do 1957 se je v njej naselila III. gimnazija, v pritličju pa je bila Osnovna šola II.
- Od 1957 do 1958 je bila Osemletna šola II in III.
- Od 1958 do 1959 je bila samo Osnovna šola II.
- Leta 1959 so jo poimenovali po narodnem heroju Bojanu Ilichu, ki je sodeloval v prvi akciji proti okupatorju na slovenskih tleh v Volkmerjevem prehodu v Mariboru, aprila 1941.
- Leta 1965 je postal ravnatelj Marjan Cigoj, ki je vodil šolo celih 28 let.
- Leta 1993 je mesto ravnatelja zasedel takratni športni pedagog Štefan Muraus in na tem položaju ostal 25 let

## Sedanjost
V šolskem letu 2007/2008 je šola dvo oziroma tri-oddelčna.

### Šola za hospitalizirane otroke
V Splošni bolnišnici Maribor že vrsto let poteka pouk za hospitalizirane otroke, in sicer za osnovnošolce in srednješolce. V bolnišnici učijo učiteljice OŠ Bojana Ilicha.

## Ravnatelji
- 1907 – Henrik Schreiner
- 1945 - 1946: Milica V. Jug
- 1946 - 1948: Milica Ostrovška
- 1948 - 1950:  Pavla Košir
- 1950 - 1951: Lojze Struna
- 1951 - 1952: Franc Šebart
- 1953 – 1965: Ema Robnik
- 1965 – 1993: Marjan Cigoj
- 1993 - 2018: Štefan Muraus
- Trenutno: Astrid Videc

## Znane osebnosti, ki so obiskovale šolo
- Roman Mirnik, profesor
- Matjaž Verdnik, veterinar
- Milan Hmelak, varnostnik
- Ivan Šimundić, zdravnik
- Branko Dobravc, igralec
- Živa Emeršič Mali, urednica na RTV Slovenija
- Bratje Feguš, člani godalnega kvarteta
- Mima Jaušovec, teniška igralka in selektorka nacionalne teniške reprezentance
- Božo Kos, fizik in karikaturist
- Tina Križan, teniška igralka
- Marko Naberšnik, režiser
- Dejan Pečenko, jazz glasbenik
- Jože Pogačnik, režiser in scenarist
- Branko Robinšak, operni pevec
- Boris Sovič, politik in diplomat
- Dimity Stiasny, zobozdravnik in sociolog
- Alenka Tetičkovič, igralka
- Janja Vidmar, pisateljica
- Ilka Štuhec, alpska smučarka
- Boris Zemljič, menedžer, novinar
- Tina Žumer, bankirka